# Stephanie Utz
Stephanie Utz (* 9. November 1982 in Dachau) ist eine deutsche Volleyballspielerin.

## Karriere
Stephanie Utz ist ein echtes Lohhofer Eigengewächs. Zum ersten Mal im Erstligakader stand die damalige Jugendspielerin bei Bayern Lohhof. Für diesen Verein bestritt sie ein Europapokalspiel. Nach dem Konkurs und der Wiedereingliederung in den SVL spielte die Außenangreiferin zunächst mit der Damen I in der Regionalliga Südost. 2005 gelang Utz mit den Unterschleißheimerinnen der Aufstieg in die zweite Bundesliga. In der nächsten Saison wurde der Neuling gleich Meister dieser Klasse, verzichtete aber auf das Spielrecht für die erste Liga. 2007 wurde Stephanie Utz mit den Unterschleißheimerinnen Vizemeister. Ein Satz fehlte zur Titelverteidigung. Nach einem vierten Platz in der nächsten Spielzeit. stieg die Studentin 2009 mit der 1. Mannschaft des SVL in die 1. Bundesliga auf. Die Kapitänin des Teams wird seitdem in der Regel auf der Diagonalposition eingesetzt. Ihren größten persönlichen Erfolg hat die Referendarin für Sport und katholische Religion jedoch einem Zufall zu verdanken. Da die eigentlich für das All-Star-Game der Deutschen Volleyball-Liga vorgesehene Franziska Bremer aus Sinsheim krankheitsbedingt absagen musste, nahm Stephanie Utz als Nachrückerin an dem Spiel Nord gegen Süd teil. Die jüngere Schwester von Martina Utz gewann nicht nur mit dem Süden das Spiel, sie wurde außerdem zur MVP dieser Veranstaltung gewählt.
Die Kapitänin war in den neun Begegnungen der Saison 2010/11 bis zu ihrer Verletzung in der Startaufstellung des SV Lohhof. Nachdem sie in zwei Spielen nicht mitwirken konnte, stand die gebürtige Dachauerin in den restlichen dreizehn Spielen der Saison jedes Mal zu Beginn auf dem Spielfeld. Wie wichtig die Diagonalspielerin für das Team war, zeigt sich darin, dass sie nur insgesamt vier Mal ausgewechselt wurde. Im Heimspiel gegen den härtesten Konkurrenten DJK Augsburg-Hochzoll (3:1-Sieg) sowie im letzten Saisonspiel gegen den VfL Nürnberg (ebenfalls ein 3:1-Sieg) stand Stephanie Utz von Anfang bis zum Ende der Paarungen auf der Spielfläche. Die Oberbayern wurden mit diesen Erfolgen Zweitligameister vor den Augsburgern. 2013 beendete sie zunächst ihre Volleyball-Karriere.
2014 ging Utz nach Berlin und spielt seitdem in der 2. Bundesliga Nord, bis 2017 in der 2. Mannschaft des Köpenicker SC und danach beim BBSC Berlin. Seit ihrer Aufnahme in das Kollegium der Katholischen Schule Sankt Paulus 2015 kombinierte sie das Volleyball-Engagement mit ihrer beruflichen Tätigkeit als Grundschullehrerin. Dem Programm der Schule ist zu entnehmen, dass Stephanie Utz mittlerweile die Position der Konrektorin innehat.